# 151-я стрелковая бригада
151-я стрелковая бригада (151 СБР) — воинское соединение СССР, принимавшее участие в Великой Отечественной войне.
 Входила в состав Действующей армии с 7 мая 1942 года по 27 января 1943 и с 25 февраля по 12 сентября 1943 года.

## История
Бригада была сформирована в Кустанае по приказу Верховного Главнокомандования от 21 декабря 1941 года.
Начало пути
Командиром бригады был назначен майор Л. В. Яковлев. В составе бригады были сформированы четыре стрелковых батальона, артдивизион, противотанковый артдивизион, минбат, разведрота, рота автоматчиков, сапёрная рота, медсанрота, авторота, батальон связи.
Руководство Кустаная выделило помещения под казармы, предоставило нужное имущество и оборудование. С 5 марта 1942 года началась боевая подготовка личного состава, набранного из сугубо штатских лиц. 26 апреля 1942 года после окончания боевой учёбы на городской площади (район Дворца пионеров) состоялся митинг, посвящённый уходу бригады на фронт, на котором трудящимися города бригаде было вручено знамя облисполкома с наказом донести его до победы.
27-29 апреля 1942 г. 151-я стрелковая убыла из города шестью эшелонами в распоряжение Северо-Западного фронта. 7 мая на станции Валдай была произведена выгрузка личного состава. А 14 мая бригада совершила 180-километровый марш по размытым и избитым дорогам и сосредоточилась на рубеже Пола-Борки-Березовка.
8 июня 1942 г. 151-я бригада получила первое боевое крещение. Противник артогнем обстрелял район размещения командного пункта, появились первые убитые и раненые. Бои велись как оборонительные, так и наступательные. За время нахождения соединения в районе оз. Сучан и ведения боев, бойцами бригады подавлено и уничтожено 15 миномётных и артиллерийских батарей, 15 огневых точек, 8 автомашин, один штаб и склад с горючим, убито и ранено 1200 солдат и офицеров противника, двое пленных.
В расположение бригады приезжали делегации Кустанайщины с подарками для воинов. Между бойцами и тружениками тыла области велась постоянная переписка.
В феврале 1943 г. бригада, усиленная лёгкой артиллерийской бригадой и одним артиллерийским полком, была переведена в резерв Северо-Западного фронта и, включившись в боевые порядки, закрепилась на достигнутом рубеже, надолго заняв оборону севернее Старой Руссы.
В сентябре 1943 г. был получен приказ: на базе 151-й, 127-й, 144-й отдельных стрелковых бригад сформировать 150-ю стрелковую дивизию (3-го формирования). Формирование дивизии проводилось на позициях, в боевых порядках.
В 1966 году в стенах средней школы № 4 города Кустаная был открыт музей 151-й отдельной стрелковой бригады.
Решением № 428 исполкома Кустанайского городского Совета народных депутатов от 3 ноября 1987 года, «учитывая большую поисковую работу о боевых подвигах бригады в годы Великой Отечественной войны 1941—1945 гг…», присвоено имя 151-й отдельной стрелковой бригады средней школе № 4 города Кустаная.

## Подчинение
| Дата       | Фронт                   | Армия      | Корпус                             |
| ---------- | ----------------------- | ---------- | ---------------------------------- |
| 01.04.1942 | Уральский военный округ | -          | -                                  |
| 01.05.1942 | Резерв Ставки ВГК       | -          | -                                  |
| 01.06.1942 | Северо-Западный фронт   | 11-я армия | -                                  |
| 01.07.1942 | Северо-Западный фронт   | 11-я армия | -                                  |
| 01.08.1942 | Северо-Западный фронт   | 11-я армия | -                                  |
| 01.09.1942 | Северо-Западный фронт   | -          | -                                  |
| 01.10.1942 | Северо-Западный фронт   | 34-я армия | -                                  |
| 01.11.1942 | Северо-Западный фронт   | 11-я армия | -                                  |
| 01.12.1942 | Северо-Западный фронт   | 11-я армия | -                                  |
| 01.01.1943 | Северо-Западный фронт   | 11-я армия | -                                  |
| 01.02.1943 | Северо-Западный фронт   | 27-я армия | -                                  |
| 01.03.1943 | Северо-Западный фронт   | 34-я армия | 12-й гвардейский стрелковый корпус |
| 01.04.1943 | Северо-Западный фронт   | 34-я армия | 12-й гвардейский стрелковый корпус |
| 01.05.1943 | Северо-Западный фронт   | 34-я армия | 12-й гвардейский стрелковый корпус |
| 01.06.1943 | Северо-Западный фронт   | 34-я армия | -                                  |
| 01.07.1943 | Северо-Западный фронт   | 34-я армия | -                                  |
| 01.08.1943 | Северо-Западный фронт   | 34-я армия | -                                  |
| 01.09.1943 | Северо-Западный фронт   | 34-я армия | -                                  |

## Командиры
- Яковлев, Леонид Васильевич (декабрь 1941 — сентябрь 1943), майор[2].